# Валле-Ломелліна
Валле-Ломелліна (італ. Valle Lomellina) — муніципалітет в Італії, у регіоні Ломбардія, провінція Павія.
Валле-Ломелліна розташоване на відстані близько 480 км на північний захід від Рима, 55 км на південний захід від Мілана, 39 км на захід від Павії.
Населення — 2192 особи (2014).

## Демографія
Населення за роками:

Станом на 1 січня 2023 року в муніципалітеті офіційно проживали 304 іноземці з 41 країни, серед них 97 громадян країн Євросоюзу та 10 громадян України.

## Сусідні муніципалітети
- Бреме
- Кандія-Ломелліна
- Коццо
- Сартірана-Ломелліна
- Сем'яна
- Велеццо-Ломелліна
- Цеме